# Glyphodes parallelalis
Glyphodes parallelalis là một loài bướm đêm trong họ Crambidae.